# تسنتاوا
تسنتاوا (به لهستانی:  Centawa) یک روستا در لهستان است که در گمینا یمیلنگتسا واقع شده‌است.